# オブライエン級駆逐艦
オブライエン級駆逐艦（英語: O'Brien-class destroyers）は、アメリカ海軍の駆逐艦の艦級。

## 設計
本級はカッシン級（エールウィン級）の準同型艦として設計されており、船体その他に大きな変更はない。またカッシン級と同様、航続距離の延伸を図って巡航機を搭載しており、1～3番艦では両舷軸にレシプロ蒸気機関を、4・6番艦はクラッチ切換式のレシプロ蒸気機関1基を、また5番艦では両舷軸に巡航用タービンを搭載している。ボイラーは従来と同様の重油専焼型で、ノルマン缶、ソーニクロフト缶、バブコック・アンド・ウィルコックス缶が搭載された。
兵装としては、当初は高角砲2門と機雷36個の搭載が計画されたが、兵器局からの要望を受けて、水雷兵器の強化に方針転換されることとなった。これに従い、従来用いられてきた45センチ魚雷にかえて、本級より、大口径化した53.3センチ魚雷が搭載された。高角砲の搭載は中止され、魚雷発射管の搭載数はカッシン級と同数の連装4基とされた。

## 同型艦
1913年度計画で6隻が計画され、1914年から1915年にかけて建造された。全艦が第一次世界大戦を生き残ったのち、1930年代初めにスクラップ処分された。
- オブライエン (USS O'Brien, DD-51)　※水雷艇TB-30以来の二代目

由来の人物は、独立戦争中に英軍マーガレッタ号をマチャイアスから撃退したジェレマイア・オブライエンと4人の弟たち。
ウィリアム・クランプ・アンド・サンズにて1913年9月8日起工・1914年7月20日進水・1915年5月22日就役、1922年6月5日退役後1935年4月23日売却。
- ニコルソン (USS Nicholson, DD-52)　※水雷艇TB-29以来の二代目

由来の人物は、独立戦争から南北戦争にかけて海軍将官・士官を輩出したニコルソン家の軍人、ジェームズ・サミュエル・ジョン三兄弟、ジョンの子ウィリアム、三兄弟の甥ジェームズの5人。
ウィリアム・クランプ・アンド・サンズにて1913年9月8日起工・1914年8月19日進水・1915年4月30日就役、1922年6月5日退役後1936年6月30日売却。
- ウィンスロー (USS Winslow, DD-53)　※水雷艇TB-5以来の二代目

由来の人物は、南北戦争でキアサージ号艦長を務め、南軍のアラバマ号を撃沈したジョン・A・ウィンスロー少将。
ウィリアム・クランプ・アンド・サンズにて1913年10月1日起工・1915年2月11日進水・1915年8月7日就役、1922年6月5日退役後1936年6月30日売却。
- マクドゥガル (USS McDougal, DD-54)

由来の人物は、南北戦争時よりワイオミング号艦長を務め、同艦で下関戦争にも参戦したデヴィッド・マクドゥガル少将。
バス鉄工所にて1913年7月29日起工・1914年4月22日進水・1914年6月16日就役、1922年5月26日退役後1934年8月22日売却。
- カッシング (USS Cushing, DD-55)　※水雷艇TB-1以来の二代目

由来の人物は、南北戦争中に外装水雷を用いた決死隊を率い、南軍甲鉄艦アルベマール号撃沈を果たしたウィリアム・B・カッシング中佐。
フォアリバー造船所にて1913年9月23日起工・1915年1月15日進水・1915年8月14日就役、1920年8月7日退役後1936年6月30日売却。
- エリクソン (USS Ericsson, DD-56)　※水雷艇TB-2以来の二代目

由来の人物は、装甲艦モニターの建造や魚雷の開発、潜水艦開発の協力等で米軍に関与した機関技師ジョン・エリクソン。
ニューヨーク造船所にて1913年11月10日起工・1914年8月22日進水・1915年8月14日就役、1922年6月16日退役。沿岸警備隊に1925－32年従事後1934年8月22日売却。